# Foix
Foix je hlavní město francouzského departementu Ariège.

## Geografie
Sousední obce: Cos, Vernajoul, Arabaux, Saint-Pierre-de-Rivière, Pradières, Ganac, Ferrières-sur-Ariège a Montgaillard.

## Historie města
Vznik města úzce souvisí se stavbou místního kláštera Saint-Volusien v 9. století a také se stavbou hradu zhruba o sto let později. Hrad byl od 11. století sídlem hrabat z Foix, jejichž náklonnost ke katarskému učení zapříčinila později (v letech 1211–1212) čtvero obléhání města a hradu Simonem z Montfortu.
Místním hrdinou je Gaston Fébus.

## Architektura
Dominantou města je hrad se třemi věžemi postavený nad městem na kopci. V severní části města je po požáru renovovaný kostel Saint-Volusien. Některé městské domy pocházejí z období renesance.

## Demografie
Počet obyvatel

## Partnerská města
- Lérida (Španělsko)
- Andorra la Vella